# Dipoenura quadrifida
Dipoenura quadrifida är en spindelart som beskrevs av Simon 1909. Dipoenura quadrifida ingår i släktet Dipoenura och familjen klotspindlar.
Artens utbredningsområde är Vietnam. Inga underarter finns listade i Catalogue of Life.